# Ef
För andra betydelser, se EF.
Ef är ett band från Göteborg, Sverige. De spelar musik som brukar benämnas som postrock.
De har sedan starten turnerat i större delar av Europa, Ryssland och Asien och släppt fem album. De två första: Give Me Beauty... Or Give Me Death! och I Am Responsible på skivbolaget And The Sound Records och Thomason Sounds/Inpartmaint i Japan.
Det tredje albumet, Mourning Golden Morning släpptes under april 2010 på And The Sound Records i Europa, Thomason Sounds/Inpartmaint i Asien och Shelsmusic i Storbritannien. Tyska vinylbolaget Kapitän Platte släppte alla de tre skivorna på vinyl vid samma tidpunkt.
Ceremonies var bandets fjärde album som kom 2013 och var bandets första med de två nya medlemmarna Erik Jardestig och Emanuel Olsson. Även detta album släpptes på And The Sound Records och vinyl av Kapitän Platte.
2016 släppte bandet en split-EP med israeliska bandet Tiny Fingers på tyska post-metal-bolaget Pelagic Records och man gjorde sin första riktiga musikvideo till sången "Hiraeth" tillsammans med Eric Ivar Persson där svenska stjärnskottet Alexander Abdallah medverkar i huvudrollen. Och 2018 gjorde EF, vad man trodde, sin sista spelning på festivalen Dunk!Festival i Zottegem, Belgien. Medlemmarna satsade på familj och karriär men det var aldrig ett officiellt avsked.
Under Corona-krisen 2020/2021 valde medlemmarna Niklas Åström, Daniel Juline, Erik Jardestig och Thomas Torsson att skapa låtar till ett femte album som spelades in under sommaren/hösten 2021 i Nacksving studios tillsammans med Kim Ruiz.
Bandets femte och senaste album We Salute You, You and You! släpptes November 2022 återigen på tyska bolaget Pelagic Records.

## Medlemmar
Nuvarande medlemmar
- Thomas Torsson – gitarr, sång
- Daniel Juline (tidigare Öhman) – gitarr, sång, klaviatur, bas
- Niklas Åström – trummor
- Erik Jardestig – gitarr

Tidigare medlemmar
- Emanuel Olsson - bas

- Emil Karlsson – bas
- Claes N Strängberg – gitarr
- Jonatan Hammar – cello, gitarr, trumpet
- Mikael Hillergård – bas
- Alex Pettersson – gitarr
- Kalle Fornarve – gitarr, orgel
- Dag Rosenqvist – gitarr

## Diskografi
Demo
- 2003 – Demo I
- 2003 – Demo II
- 2004 – Demo III: From Landscapes In North To Backstreet In Warzaw
- 2005 – Demo IV

Studioalbum
- 2006 – Give Me Beauty... Or Give Me Death!
- 2008 – I Am Responsible
- 2010 – Mourning Golden Morning
- 2013 – Give Me Beauty... Or Give Me Death! (remixed/remastered)[5]
- 2013 – Ceremonies

- 2022 - We Salute You, You and You!

EP
- 2005 – A Trilogy of Dreams, Noise and Silence – Ef
- 2005 – A Trilogy of Dreams, Noise and Silence – Molia Falls
- 2005 – A Trilogy of Dreams, Noise and Silence – Scraps of Tape
- 2008 – Hello Scotland Remixed[6]
- 2012 – Delusions Of Grandeur